# Antideuteri
L'antideuteri és l'antipartícula completa del deuteri, consistent en un antiprotó, un antineutró i un positró. El símbol proposat és D, o sigui el símbol del deuteri amb una barra a sobre. El seu nucli s'anomena antideuteró i va ser produït el 1965 al sincrotró de protons del CERN, però el 2012 seguia sense haver-se aconseguit un deuteri sencer amb el positró.